# Dorcatoma setosella
Dorcatoma setosella is een keversoort uit de familie klopkevers (Anobiidae). De wetenschappelijke naam van de soort is voor het eerst geldig gepubliceerd in 1926 door lucens Peyerimhoff de Fontenelle.